# Neftianik Almetievsk
Le HK Neftianik Almetievsk  - en russe Хоккейный клуб «Нефтяник» Альметьевск et en anglais Neftyanik Almetievsk - est un club de hockey sur glace d'Almetievsk en Russie. Il évolue dans la VHL, le second échelon russe.

## Historique
Le club est créé en 1965 sous le nom de Spoutnik Almetievsk. En 1996, il est renommé Neftianik Almetievsk. En 2008, alors qu'il évolue en Vyschaïa Liga, il signe une affiliation pour devenir le club-école de l'Ak Bars Kazan pensionnaire de la Ligue continentale de hockey.

Historique des logos du Neftianik Almetievsk
Logo de 2010 à 2011.
Logo de 2011 à 2012.
Logo depuis 2012.

## Palmarès
- Vainqueur de la Coupe Petrov : 2024.
- Vainqueur de la Vyschaïa Liga : 1979.